# Tomáš Vlček
Tomáš Vlček (* 28. Februar 2001 in Kladno) ist ein tschechischer Fußballspieler.

## Karriere

### Verein
Nach Anfängen in den Jugenden der TJ Novoměstský Kladno und des FK Kladno ging Vlček 2011 in die Jugend von Slavia Prag und durchlief hier alle weiteren U-Mannschaften, bis er im Sommer 2019 den Sprung von der U19 in die B-Mannschaft schaffte. Dort wurde er zunächst an den FK Ústí nad Labem verliehen, bei dem er in der zweiten Liga erste Einsätze bekam. Nach der Hinrunde kehrte er zu Slavia zurück, im August 2020 ging er fest in den Kader der ersten Mannschaft über. Erneut wurde er erst einmal per Leihe weitergegeben, dieses Mal zum FC Vysočina Jihlava. In seinen zwei Jahren bei Jihlava war er unangefochtener Stammspieler und verpasste nur wenige Spiele. Über den Verlauf der Spielzeit 2022/23 wurde er erneut verliehen – dieses Mal zum FK Pardubice, bei dem er direkt am ersten Spieltag sein Debüt in der ersten Liga machte. Seit der Spielrunde 2023/24 gehört er dem Kader von Slavia an.

### Nationalmannschaft
Mit der tschechischen U17 sowie später mit der U18 absolvierte Vlček zwischen 2017 und 2018 einige Partien. Bei der U19 debütierte er im Juni 2019, verpasste aber die Europameisterschaft 2019. Ansonsten trug er bei fast allen Partien die Kapitänsbinde. Anschließend absolvierte er mit der U20 einige Einsätze in der U20 Elite League, bevor er ab November 2022 bei der U21 debütierte, hier aber in den folgenden Jahren nur ein paar Einsätze hatte.
Sein Debüt für die A-Nationalmannschaft hatte er am 26. März 2024 bei einem 2:1-Freundschaftsspielsieg über Armenien, bei dem er in der Startelf stand. Ein paar Monate später wurde er für den finalen Kader bei der Europameisterschaft 2024 nominiert.